# Giuliano Figueras
Giuliano Figueras (* 24. Januar 1976 in Arzano) ist ein ehemaliger italienischer Radrennfahrer.
1995 wurde Giuliano Figueras Militär-Weltmeister im Straßenrennen. Im Jahr darauf gewann er das Straßenrennen der U23-Klasse bei den Straßen-Radweltmeisterschaften in Lugano. 1997 gewann er die Trofeo Gianfranco Bianchin. 
1997 unterschrieb Figueras bei Mapei einen Vertrag als Profi. Bei der Tour de Langkawi feierte er 1998 mit einem Etappensieg seinen ersten Erfolg. Nach weiteren Siegen bei der Tour de Romandie, Tour de la Région Wallonne, GP Rik Van Steenbergen und GP Chiasso wechselte er 2001 zu Ceramiche Panaria. In vier Jahren gewann er den Giro del Veneto, den Giro dell’Appennino, die Settimana Internazionale und erneut den GP Chiasso. Ab 2005 fuhr er für das italienische ProTour-Team Lampre. Nach der Saison 2007 beendete Figueres im Alter von 31 Jahren seine Karriere als aktiver Radprofi.

## Erfolge
- 1996
  - Weltmeister Straße U23

- 1999
  - eine Etappe Tour de Romandie
  - GP Rik Van Steenbergen

- 2000
  - GP Chiasso

- 2002
  - Giro del Veneto
  - Giro dell’Appennino

- 2003
  - GP Chiasso

- 2004
  - Settimana Internazionale di Coppi e Bartali

- 2006
  - eine Etappe Brixia Tour
  - Giro del Lazio

## Teams
- 1997–1998 Mapei-Bricobi
- 1999–2000 Mapei-Quick Step
- 2001–2003 Ceramiche Panaria-Fiordo
- 2004 Ceramiche Panaria-Margres
- 2005 Lampre-Caffita
- 2006 Lampre-Fondital